# Bethânia Pires Amaro
Bethânia Pires Amaro (Recife, 19 de novembro de 1988), é uma escritora brasileira radicada em São Paulo, onde atua como advogada pública. É formada em direito pela Universidade Federal da Bahia e mestre em Direito do Estado pela Universidade de São Paulo.  

## Biografia e carreira literária
Bethânia nasceu em 19 de novembro de 1988, em Recife, Pernambuco, mas a família retornou poucos anos depois à Bahia. Passou a infância em Ilhéus e aos dez anos mudou-se para Salvador. Durante a universidade, dedicou-se à escrita de contos, obtendo premiações em diversos concursos literários, dentre os quais a 24° Edição do Concurso Paulo Leminski pelo conto Leões e gazelas, a 20º Edição do Concurso de Contos Luiz Vilela, com o conto A flor amarela e as 13ª e 15ª Edições do Prêmio Jorge Andrade com os contos On mute e Solidão. Seu conto O adeus da eletricidade, premiado no concurso Maximiano Campos, foi traduzido para o alemão pela editora Arara Verlag e integrou a antologia de autores brasileiros Grenzenlos;
Em 2021, ingressou no processo seletivo do Curso Livre de Preparação de Escritores da Casa das Rosas, em São Paulo. No ano seguinte, cursou a tradicional Oficina de Criação Literária da Pontifícia Universidade Católica do Rio Grande do Sul, com Luiz Antonio de Assis Brasil. Ainda em 2022, obteve o primeiro lugar na 18ª Edição do Prêmio Mário Quintana pelo conto Xurumelas. Em 2023, venceu o Concurso Literário do FEMUP com o conto Leões e gazelas.
Seu primeiro livro de contos, O ninho, foi premiado em 2023, na edição comemorativa de 20 anos do Prêmio Sesc de Literatura, na categoria de Melhor Livro de Contos Nacional, sendo publicado pela editora Record. O livro também foi premiado pela Associação Paulista de Críticos de Arte (APCA) e venceu o Prêmio Jabuti como o Melhor Livro de Contos de 2023, obtendo o segundo lugar no Prêmio Clarice Lispector da Fundação Biblioteca Nacional do Brasil. Dedica-se atualmente à literatura e pesquisas sobre protagonismo feminino e maternidade.

## Obras
- 2023 - O ninho, Grupo Editorial Record.

## Prêmios
- Prêmio Mário Quintana 2022 - Melhor Conto Nacional
- Prêmio Sesc de Literatura 2023 - Melhor Livro de Contos Nacional
- Prêmio FEMUP 2023 - Melhor Conto Nacional
- Prêmio APCA de Literatura 2024 - Melhor Livro de Contos
- Prêmio Jabuti 2024 - Melhor Livro de Contos